# Coronadita
La coronadita es un mineral óxido de composición Pb(Mn4+,Mn2+)8O16, descrito por primera vez en 1904 por su presencia en la mina Horseshoe en Arizona (Estados Unidos).
Lleva su nombre en honor a Francisco Vázquez de Coronado (1510-1554), explorador y conquistador español que viajó por el suroeste de Norteamérica.

## Propiedades
La coronadita es un mineral opaco de color negro grisáceo, gris oscuro o negro con brillo submetálico.
Posee una dureza de 4,5 a 5 en la escala de Mohs —cercana a la del apatito—  y una densidad de 5,54 g/cm³.

Cristaliza en el sistema monoclínico, clase prismática.
Es isoestructural con el criptomelano, ferrihollandita, hollandita, manjiroíta y strontiomelano. Guarda una estrella relación química con la cesarolita rica en plomo.
Exhibe un fuerte pleocroísmo, en pardo oscuro (X,Y) y gris (Z).
Sus contenidos aproximados de manganeso y plomo son del 45% y del 24% respectivamente; como principales impurezas suele contener bario, vanadio y aluminio.
La coronadita es miembro de un grupo mineralógico del mismo nombre, siendo además miembro del supergrupo de la hollandita.

## Morfología y formación

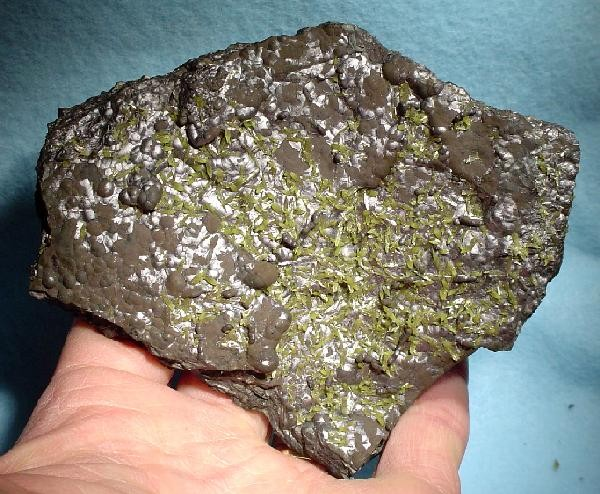
Piromorfita sobre coronadita (en color oscuro). Origen: Broken Hill (Australia).

En la naturaleza, la coronadita se presenta con hábito botrioidal (con formas redondeadas semejantes a uvas) o fibroso (cristales hechos de fibras).
También puede formar láminas microscópicas curvadas.
Como mineral primario se encuentra en filones hidrotermales o se forma a partir de aguas termales.
Cuando es mineral secundario, aparece en zonas oxidadas encima de rocas ricas en manganeso o en depósitos sedimentarios estratificados. Puede presentarse asociado a otros óxidos de manganeso como pirolusita u hollandita.

## Yacimientos
Es un mineral muy extendido, siendo la localidad tipo la mina Horseshoe, en el condado de Greenlee (Arizona, Estados Unidos). En este estado hay numerosos depósitos: sierra Mule, sierra de la Peñascosa y colinas Tombstone (condado de Cochise), sierra Belmont (condado de Maricopa), sierra Artillery (condado de Mohave) y sierra Pinal (condado de Pinal).
Nuevo México cuenta con yacimientos en el condado de Socorro.
También hay depósitos en México: en la mina San Antonio (Aquiles Serdán, Chihuahua) —donde coexiste con otros minerales óxidos como franklinita, hetaerolita, masicotita, plattnerita o ramsdellita— y en la mina La Hueca (Coalcomán de Vázquez Pallares, Michoacán). En España hay diversas localizaciones, como las existentes en Fuente Obejuna, Linares y en el coto minero Laízquez (Andalucía).
Australia cuenta con importantes depósitos, destacando los de Broken Hill (Nueva Gales del Sur) y Beltana (Australia Meridional).